# Ben Mendelsohn
Paul Benjamin „Ben” Mendelsohn (ur. 3 kwietnia 1969 w Melbourne) – australijski aktor. Wystąpił m.in. w filmach Królestwo zwierząt (2010), Mroczny rycerz powstaje (2012), Łotr 1. Gwiezdne wojny – historie (2016) i Robin Hood: Początek (2018).

## Życiorys
Odtwórca roli Danny’ego Rayburna w serialu Netfliksa Bloodline, za którą nominowany był do Złotego Globu, oraz dwukrotnie do nagrody Emmy, otrzymując statuetkę w 2016 roku.
Wystąpił w teledysku Florence and the Machine do utworu „Lover to Lover”.
W latach 2012–2016 był żonaty z reżyserką, pisarką i dziennikarką Emmą Forrest.

## Filmografia

### Film
| Rok  | Tytuł                             | Rola                   | Reżyser                 | Uwagi          |
| ---- | --------------------------------- | ---------------------- | ----------------------- | -------------- |
| 1986 | The Still Point                   | Peter                  | Barbara Boyd-Anderson   |                |
| 1987 | The Year My Voice Broke           | Trevor Leishman        | John Duigan             |                |
| 1989 | Lover Boy                         | Gazza                  | Geoffrey Wright         |                |
| 1990 | Wielki szwindel                   | Danny Clarke           | Nadia Tass              |                |
| 1990 | Nirvana Street Murder             | Luke                   | Aleksi Vellis           |                |
| 1990 | Return Home                       | Gary                   | Ray Argall              |                |
| 1990 | Quigley na Antypodach             | O’Flynn                | Simon Wincer            |                |
| 1992 | Menedżer w bamboszach             | Carey                  | Mark Joffe              |                |
| 1992 | Mapa ludzkiego serca              | Farmboy                | Vincent Ward            |                |
| 1993 | Say a Little Prayer               | Nursery Manager        | Richard Lowenstein      |                |
| 1994 | Syreny                            | Lewis                  | John Duigan             |                |
| 1994 | Metal Skin                        | Dazey                  | Geoffrey Wright         |                |
| 1996 | Idiot Box                         | Kev                    | David Caesar            |                |
| 1996 | Opera u czubków                   | Lewis Riley            | Mark Joffe              |                |
| 1997 | True Love and Chaos               | Jerry                  | Stavros Efthymiou       |                |
| 1997 | Amy                               | Robert Buchanan        | Nadia Tass              |                |
| 1999 | Love Brokers                      |                        | Garnet Mae              |                |
| 2000 | Granice wytrzymałości             | Malcolm Bench          | Martin Campbell         |                |
| 2000 | Sample People                     | John                   | Clinton Smith           |                |
| 2001 | Mullet                            | Eddie „Mullet” Maloney | David Caesar            |                |
| 2002 | Black and White                   | Rupert Murdoch         | Craig Lahiff            |                |
| 2005 | Podróż do Nowej Ziemi             | Ben                    | Terrence Malick         |                |
| 2008 | $9.99                             | Lenny Peck             | Tatia Rosenthal         | rola głosowa   |
| 2008 | Australia                         | Captain Dutton         | Baz Luhrmann            |                |
| 2009 | Ciężarówka                        | Johnnie                | David Caesar            |                |
| 2009 | Piękna Kate                       | Ned Kendall            | Rachel Ward             |                |
| 2009 | Zapowiedź                         | Phil Beckman           | Alex Proyas             |                |
| 2010 | Needle                            | det. Meares            | John V. Soto            |                |
| 2010 | Królestwo zwierząt                | Andrew „Pope” Cody     | David Michôd            |                |
| 2011 | Elita zabójców                    | Martin                 | Gary McKendry           |                |
| 2011 | Anatomia strachu                  | Elias                  | Joel Schumacher         |                |
| 2012 | Mroczny rycerz powstaje           | John Daggett           | Christopher Nolan       |                |
| 2012 | Zabić, jak to łatwo powiedzieć    | Russell                | Andrew Dominik          |                |
| 2012 | Drugie oblicze                    | Robin Van Der Hook     | Derek Cianfrance        |                |
| 2013 | Starred Up                        | Neville Love           | David Mackenzie         |                |
| 2013 | Idealne matki                     | Harold                 | Anne Fontaine           |                |
| 2014 | Lost River                        | Dave                   | Ryan Gosling            |                |
| 2014 | Exodus: Bogowie i królowie        | Hegep                  | Ridley Scott            |                |
| 2015 | Morze Czarne                      | Fraser                 | Kevin Macdonald         |                |
| 2015 | Slow West                         | Payne                  | John Maclean            |                |
| 2015 | Mississippi Grind                 | Gerry                  | Anna Boden i Ryan Fleck |                |
| 2015 | Gun for Hire                      | Kyle Sullivan          | Donna Robinson          |                |
| 2016 | Una                               | Ray Brooks             | Benedict Andrews        |                |
| 2016 | Łotr 1. Gwiezdne wojny – historie | Orson Krennic          | Gareth Edwards          |                |
| 2017 | Czas mroku                        | król Jerzy VI          | Joe Wright              |                |
| 2018 | Player One                        | Nolan Sorrento         | Steven Spielberg        |                |
| 2018 | Robin Hood: Początek              | Szeryf Nottingham      | Otto Bathurst           |                |
| 2018 | Untogether                        | Martin                 | Emma Forrest            |                |
| 2018 | Grzeczny grzesznik                | Anders Harris          | Nicole Holofcener       |                |
| 2019 | Kapitan Marvel                    | Talos                  | Anna Boden, Ryan Fleck  |                |
| 2019 | Król                              | Henryk IV Lancaster    | David Michôd            | film Netfliksa |
| 2019 | Tajni i fajni                     | Killian                | Nick Bruno, Troy Quane  | rola głosowa   |
| 2019 | Babyteeth                         | Henry                  | Shannon Murphy          |                |
| 2021 | Cyrano                            | De Guiche              | Joe Wright              |                |

### Telewizja
| Rok        | Tytuł                                | Rola                        | Uwagi           |
| ---------- | ------------------------------------ | --------------------------- | --------------- |
| 1984       | Special Squad                        |                             | 1 odc.          |
| 1985       | A Country Practice                   | Luke Dawson                 | 2 odc.          |
| 1985       | The Henderson Kids                   | Ted Morgan                  | 4 odc.          |
| 1986       | Prime Time                           | Bartholomew „Bart” Jones    |                 |
| 1986       | Fame and Misfortune                  | John                        |                 |
| 1986–1987  | Sąsiedzi                             | Warren Murphy               | 19 odc.         |
| 1987, 1989 | The Flying Doctors                   | Brad Harris / Brian         | 2 odc.          |
| 1988       | All the Way                          | Lindsay Seymour             | 3 odc.          |
| 1989       | This Man... This Woman               | Matthew Clarke              | 3 odc.          |
| 1989, 1994 | G.P.                                 | Max Fisher / Phillip Barton | 2 odc.          |
| 1994       | Roughnecks                           | Joe 90                      | 1 odc.          |
| 1995       | Klan McGregorów                      | Dale Banks                  | 1 odc.          |
| 1995       | Police Rescue                        | Dean Forman                 | 1 odc.          |
| 1995       | Halifax f.p.                         | Peter Donaldson             | 1 odc.          |
| 1996       | Close Ups                            | Biz                         |                 |
| 1997       | Good Guys, Bad Guys                  | Brian O’Malley              | 1 odc.          |
| 1999       | Queen Kat, Carmel & St Jude          | Vince McCaffery             | 4 odc.          |
| 1999       | Secret Men's Business                | Doug Petersen               | film TV         |
| 2001       | Child Star: The Shirley Temple Story | Alexander Hall              | film TV         |
| 2002       | Ucieczka w kosmos                    | Sko                         | 1 odc.          |
| 2005       | W pogoni za szczęściem               | Rob                         | 5 odc.          |
| 2005       | Second Chance                        | dr Larry Stewart            | film TV         |
| 2006–2007  | Love My Way                          | Lewis Feingold              | 15 odc.         |
| 2009       | W pętli życia                        | Vince Kovac                 | 10 odc.         |
| 2013       | Dziewczyny                           | Salvatore Johansson         | 1 odc.          |
| 2015–2017  | Bloodline                            | Danny Rayburn               | 23 odcinki      |
| 2015–2017  | Infinity Train                       | agent Mace                  | 6 odc.          |
| 2020       | The Outsider                         | Ralph Anderson              | 10 odc.         |
| 2023       | Tajna inwazja                        | Talos                       | w postprodukcji |

## Nagrody
- Nagroda Emmy Najlepszy aktor drugoplanowy w serialu dramatycznym: 2016 Bloodline